# Groß Flotow
Groß Flotow este o comună din landul Mecklenburg-Pomerania Inferioară, Germania.